# Connellia
Genre
Classification phylogénétique
Connellia est un genre de plante de la famille des Bromeliaceae regroupant au moins six espèces, originaires de Guyana et du Venezuela. Il porte le nom de l'ornithologiste et biologiste britannique Frederick Vavasour McConnell.

## Espèces
- Connellia augustae (R. Schomburgk) N.E. Brown
- Connellia caricifolia L.B. Smith
- Connellia nahoumii Leme
- Connellia nutans L.B. Smith
- Connellia quelchii N.E. Brown
- Connellia varadarajanii L.B. Smith & Steyermark